# Jyväs-Shakki
Jyväs-Shakki, w skrócie JyS – fiński klub szachowy z siedzibą w Jyväskylä, dwukrotny mistrz kraju.

## Historia
Klub został założony w 1946 roku. W 1995 roku awansował do SM-liigi. W debiutanckim sezonie klub zajął ósme miejsce w lidze. W 1997 roku JyS spadł z SM-liigi, w kolejnym roku powrócił do niej. W sezonie 2002/2003 klub zdobył tytuł mistrza kraju. Jego zawodnikami byli wówczas m.in. Jewgienij Sołożenkin, Mika Karttunen i Olli Salmensuu. W 2003 roku klub zadebiutował w Pucharze Europy. Fiński zespół wygrał wówczas z WCz Witebsk i TJ TŽ Třinec, zremisował z ASA Tel Awiw oraz Limhamns SK, a przegrał z Tomsk-400, Alkaloidem Skopje i Corporą Lipovec, zajmując w klasyfikacji końcowej 34. miejsce. W 2004 roku Jyväs-Shakki zajął trzecie miejsce w lidze, a w kolejnym – drugi tytuł mistrzowski. W 2005 roku w Pucharze Europy klub zajął 36. pozycję, po zwycięstwach z CE Dudelange, NSEL30 Wilno i KSK Rochade Eupen-Kelmis oraz porażkach z I&A Tbilisi, ASA Penne, HMC Calder i Wieśninką Mińsk. W sezonie 2008/2009 zespół spadł z ligi. W 2012 roku powrócił do pierwszej ligi fińskiej. W sezonie 2013/2014 klub uzyskał trzecie miejsce w SM-liidze; identyczne osiągnięcie powtórzono w sezonie 2019/2020. W 2022 roku JyS zdobył wicemistrzostwo Finlandii, ulegając jedynie Vammalan Shakkikerho. W Pucharze Europy klub wygrał z SF Berlin 1903 i KSH Drejtësia, zremisował z Le Cavalier Differdange, a przegrał z KSK Rochade Eupen-Kelmis, BŠŠ Frýdek-Místek, Perfectem i Wasa SK i został sklasyfikowany na 56. miejscu. W sezonie 2022/2023 również uzyskano wicemistrzostwo kraju. W europejskich rozgrywkach klub uzyskał 44. miejsce, wygrywając z Malahide Chess Club, SV Paul Keres 2 i K Brugse SK, remisując z SK Weilheim, a przegrywając z Elektroprivredą Nikšić, Víkingaklúbburinn i Slough Sharks. W 2024 roku JyS zajął 69. pozycję w Pucharze Europy (zwycięstwa z Cardiff Chess Club i Ennis Chess Club, remis z Diagonal Alcorcón, porażki z HSK Lister Turm, SK Reval-Sport, Aarhus SK/Skolerne i UCD Chess Club).

## Arcymistrzowie w historii klubu
- Władimir Biełow[20]
- Aleksandr Chalifman[21]
- Meelis Kanep[14]
- Kaido Külaots[9]
- Maksim Nowik[22]
- Yrjö Rantanen[23]
- Jewgienij Sołożenkin[24]